# SS Sirius (1837)
El SS Sirius fue un barco de vapor con casco de madera impulsado por ruedas de paletas, construido en 1837 por Robert Menzies & Sons de Leith (Escocia), para cubrir la ruta Londres-Cork, operada por la Saint George Steam Packet Company. Al año siguiente, se convirtió en el primer barco en cruzar el Atlántico impulsado exclusivamente por una máquina de vapor, abriendo el servicio transatlántico de pasajeros a vapor con una travesía entre Londres y Nueva York vía Cork, fletado por la British and American Steam Navigation Company. Al haber llegado a Nueva York con un día de antelación con respecto al Great Western, suele figurar como el primer buque poseedor de la Banda Azul (que distinguía al barco más rápido en cruzar el Atlántico), aunque el término no comenzó a utilizarse hasta décadas después.

## Descripción
El Sirius tenía 178 pies 4 pulgadas (54,4 m) de eslora desde la roda hasta la popa, y un puntal de 18 pies 3 pulgadas (5,6 m). Su manga medía 25 pies 8 pulgadas (7,8 m) y su calado era de 15 pies (4,6 m). El barco tenía una capacidad de 412 toneladas brutas y un arqueo de 703 toneladas.
Estaba equipado con una máquina de vapor de dos cilindros, construida por Wingate & Co. que movía dos ruedas de paletas. Su caldera proporcionaba vapor al motor a una presión de trabajo de aproximadamente 5 psi (34,5 kPa; 0,4 kg/cm²). El motor producía un total de 500 caballos (506,9 CV) y el barco tenía una velocidad máxima de 12 nudos (22,2 km/h). El buque podía transportar un máximo de 450 toneladas largas (457,2 t) de carbón, suficientes para navegar a vapor una distancia de 2897 millas náuticas (5365,2 km) a una velocidad promedio de 6,7 nudos (12,4 km/h).
El Sirius fue uno de los primeros barcos de vapor construido con un condensador que le permitía reutilizar el agua dulce, evitando la necesidad de apagar periódicamente sus calderas en el mar para su limpieza. Desafortunadamente, esta característica implicaba un alto consumo de carbón.

## Servicio

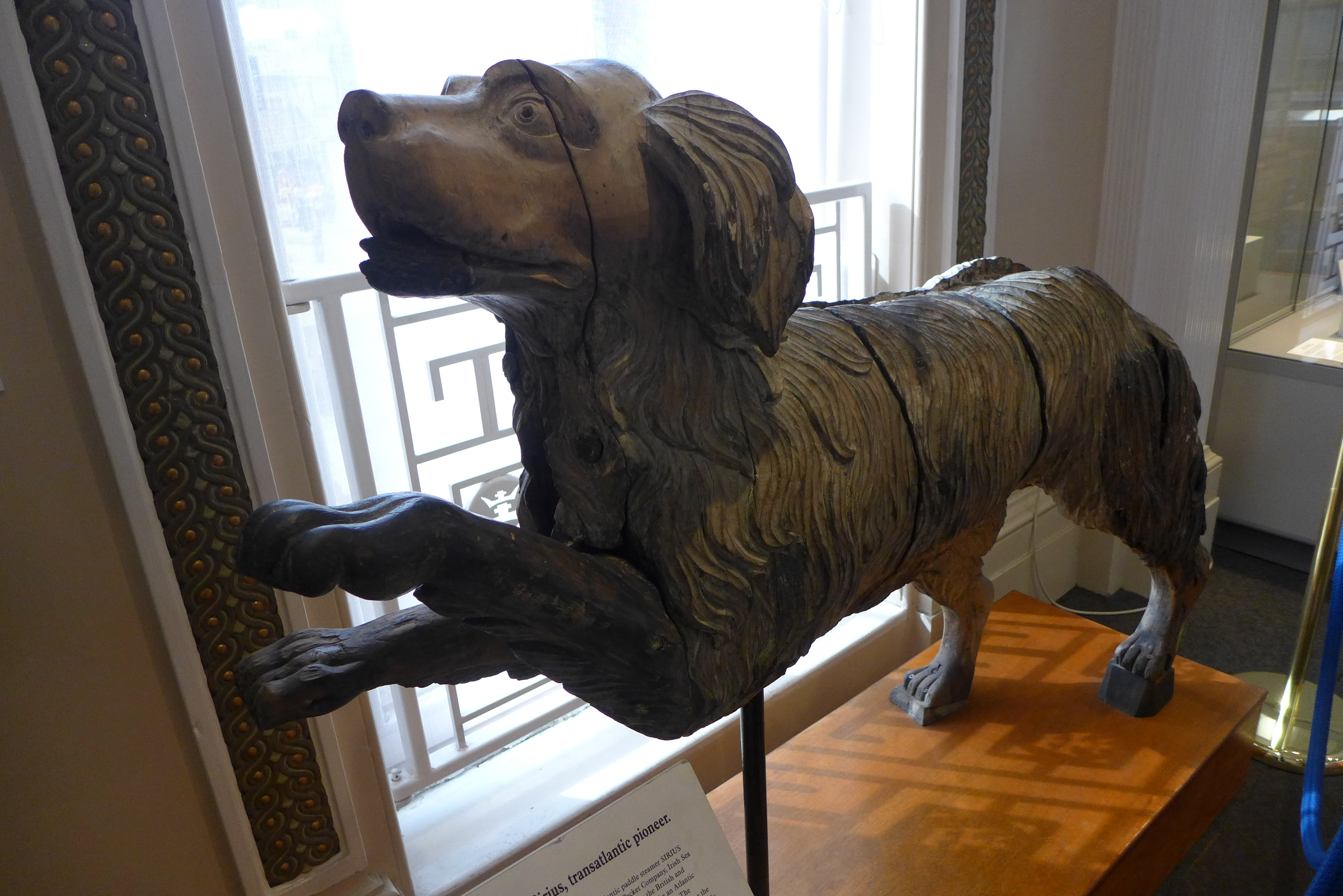
Mascarón de proa del Sirius (la estrella más brillante de Canis Maior, la constelación del perro de Orión), rescatado del naufragio y ahora en el Museo Marítimo de Hull

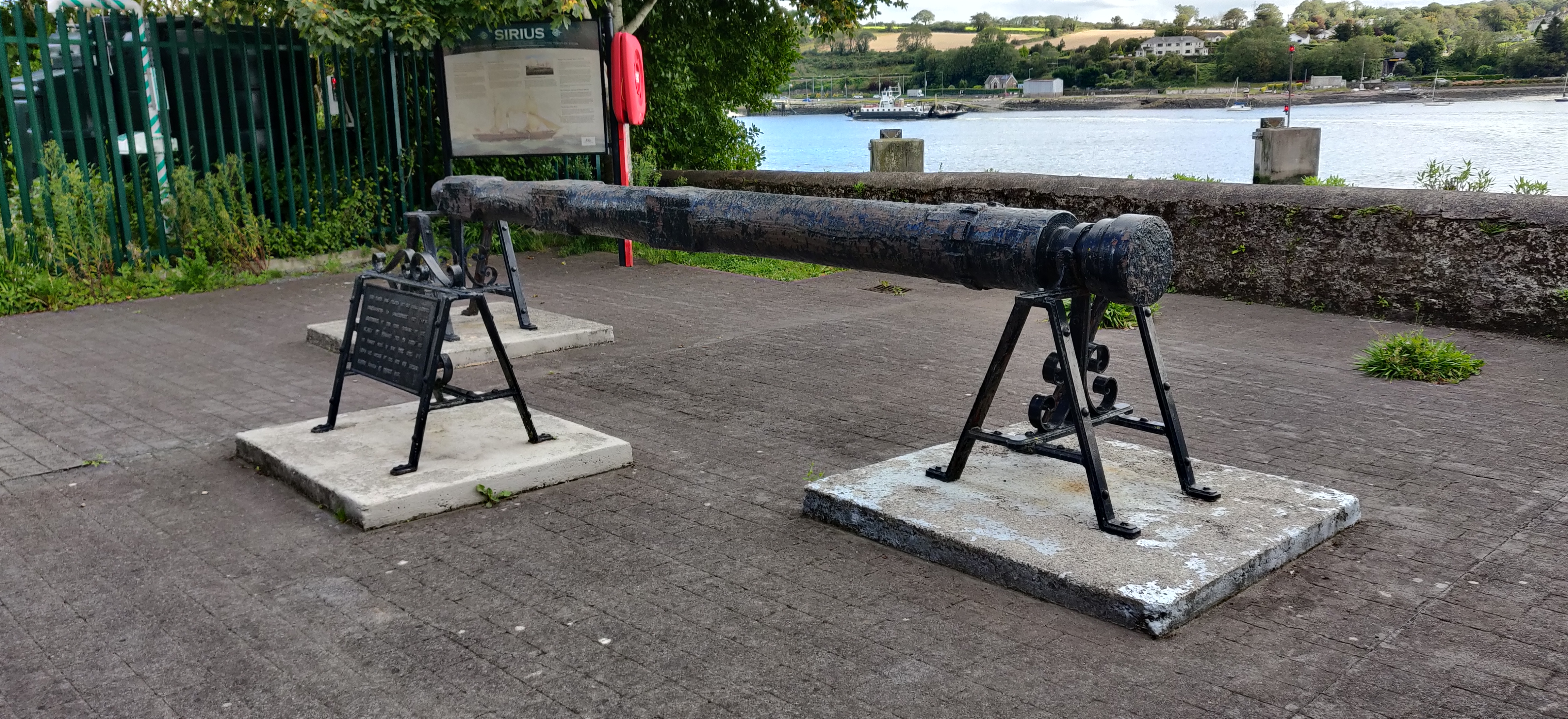
Eje de las paletas del Sirius, rescatado del naufragio y exhibido junto al ferry que cruza el puerto de Cork, cerca de Passage West, ciudad natal del capitán Roberts

El Sirius, el mayor de los vapores de la Compañía St George, fue diseñado para su prestigiosa línea entre Cork y Londres, en la que comenzó a prestar servicio en agosto de 1837.
En el momento en el que se completó el Sirius, otras dos empresas estaban construyendo barcos de vapor con el objetivo de organizar servicios de pasajeros transatlánticos. La Compañía British and American vio retrasados sus planes cuando quebró la empresa que fabricaba los motores de su proyectado buque, el British Queen. La construcción de su barco rival, el Great Western, continuó sin interrupciones y estuvo listo para su primer viaje en abril de 1838, pero uno de los directivos de la British and American sugirió que la compañía fletara el Sirius para adelantarse al Great Western. Sobrecargado de carbón y con 45 pasajeros a bordo, el Sirius salió de Cork, Irlanda, el 4 de abril y llegó a Nueva York después de un viaje de 18 días, 4 horas y 22 minutos (a una velocidad promedio de 8,03 nudos (14,9 km/h)). El trayecto normal hacia el oeste en un velero duraba unos 40 días. Los periódicos informaron de que cuando se le acabó el carbón al Sirius, la tripulación se vio obligada a quemar los muebles de la cabina, la verga de repuesto y un mástil, lo que inspiraría una secuencia similar en el relato La vuelta al mundo en ochenta días de Julio Verne. La realidad es que la tripulación pudo dosificar las existencias de carbón quemando cuatro barriles de resina, y todavía le quedaban 15 toneladas de carbón a su llegada a Nueva York. El Great Western partió de Avonmouth cuatro días después que el Sirius, y aun así, redujo su desventaja a tan solo un solo día. Debido a que el Sirius era claramente demasiado pequeño para el cruce entre Cork y Nueva York, solo completó un viaje de ida y vuelta adicional antes de ser devuelto a sus dueños y, después de un viaje a San Petersburgo, reanudó su servicio regular con la Compañía St George, aunque en la ruta Cork-Glasgow.
En 1839, el almirantazgo británico hizo pública una licitación para contratar el servicio de correo transatlántico con Halifax. La St. George Steam Packet Company ofertó 45.000 libras por un servicio mensual Cork-Halifax con el Sirius y 65.000 libras por un servicio mensual Cork-Halifax-Nueva York. La compañía del Great Western también ofreció un servicio mensual Bristol-Halifax-Nueva York. Sin embargo, el almirantazgo rechazó ambas ofertas porque ninguna de las compañías ofreció un servicio quincenal, y el contrato finalmente se le adjudicó a la naviera Cunard.
A finales de 1840, el Sirius fue enviado al dique seco de Gibson en Hull para recibir nuevas calderas, pero permaneció allí durante dos años porque el dique seco tuvo que ser alargado para poder alojarlo. Ante las dificultades financieras, la Compañía St George fue refinanciada en 1844 y adoptó el nombre de City of Cork Steam Ship Company, con la que el Sirius continuó prestando servicio en el Mar de Irlanda.

## Naufragio
El Sirius naufragó en 1847. El 16 de enero, en un viaje a Cork desde Glasgow vía Dublín con carga y pasajeros, chocó contra las rocas en medio de una densa niebla en la bahía de Ballycotton, Irlanda. A pesar de poder desencallar en un primer momento, se descubrió que tenía numerosas vías de agua y, mientras navegaba hacia la orilla, naufragó en Smith's Rocks, a media milla de Ballycotton. El único bote salvavidas botado estaba muy sobrecargado. Inundado por el mar embravecido, los doce pasajeros y dos tripulantes que lo ocupaban se ahogaron. La mayoría de las 91 personas que estaban a bordo fueron rescatadas mediante una cuerda pasada hasta la orilla, aunque se perdieron veinte vidas en total. En respuesta a la pérdida del Sirius, se reconoció la necesidad de un faro entre Old Head Kinsale y Hook Head, en la costa sur de Irlanda. El faro de Ballycotton, en la isla de Ballycotton, se construyó durante los años siguientes, y se inauguró en 1851.